# Elio Revé
Pour les articles homonymes, voir Elio (homonymie), Revé et Matos.
Elio Revé Matos est un percussionniste (timbalero) et compositeur cubain né le 23 juin 1930 à Guantánamo et mort en 1997, surnommé le « père du changüí », à cause de son grand apport à ce genre musical en laissant un solide héritage à la scène musicale cubaine lorsqu'en 1956 il fonde l'un des orchestres les plus respectables de Cuba. 

## Biographie
Son enfance se passe dans le quartier de Loma del Chivo. Compte tenu de la situation précaire qui prévalait, il dut travailler tôt comme cireur de chaussures, vendre des nougats, des boissons fraîches et servir de guide aux Nord-Américains qui visitaient le quartier.
Il a commencé sa carrière artistique en tant que musicien en 1949, avec l' Orchestre Armonía (Guantanamo), il a travaillé comme tumbador pour la Compagnie Enrique Arredondo, qui a joué au théâtre Fausto. Plus tard, il s'installe à La Havane, où il rejoint les orchestres Almendra, Abelardito Valdés  Nueva América, Pao Dominic et Silver Star.Dans la capitale, en 1956, il fonde l'orchestre qui porte son nom, avec lequel il se produit au Aloy Club.
En 1956, il a formé son propre orchestre, Elio Revé y su Charangón (ou Orquesta Revé), d'après le nom de la charanga, qui a aussi inclus des trombones et des tambours batá).
De prestigieux musiciens ont fait partie de cet orchestre tels que : le pianiste Chucho Valdés, le bassiste Juan Formell et le pianiste Cesar Pedroso (qui ont formé le groupe Los Van Van), les chanteurs Yumurí et Juan Carlos Alfonso (du groupe Dan Den) et son propre fils, le pianiste Elio Revé Jr. surnommé Elito Revé.
Outre le changüí, le groupe a joué également du son cubain, de la salsa (dont le célèbre titre Mi Salsa Tiene Sandunga), de la bomba de Porto Rico, du merengue de République dominicaine, etc.
En juillet 1997, Elio Revé est décédé à la suite d'un accident de la route, il était passé au New Morning à Paris très peu de temps avant ce drame.
L'Orquesta Revé a cependant continué d'exister sous la direction de son fils, Elito Revé. La timba est l'un des genres qu'interprète le groupe.
En 2001, le groupe a soufflé ses 45 bougies lors d'un concert qui a réuni un public de 20 000 personnes avec la participation d'invités prestigieux : Chucho Valdés, Juan Formell, Changuito, Mayito Rivera (tous trois du groupe Los Van Van), Juan Carlos Alfonso et Yumurí.
En 2005, a été fêté le 75e anniversaire de la naissance d’Elio Revé à la radiotélévision cubaine.
Le groupe a enregistré l'album « Con la mano en la masa ».
Elio Revé a un jeune frère également musicien : Oderquis Revé.

## Discographie partielle
- Elio Revé :

- Elito Revé y su Charangón